# 公同信条
公同信条（こうどうしんじょう symbola oecumenica）とは、使徒信条、ニカイア・コンスタンティノポリス信条、カルケドン信条、アタナシオス信条の4つである。日本語の「公同信条」は日本のプロテスタントで用いられる訳語。各信条それぞれはカトリック教会でも使用され、ニカイア・コンスタンティノポリス信条・カルケドン信条の二つについては正教会でも使われるが、本項はプロテスタントにおけるこれら信条4つをまとめた概念を扱う。
"symbola oecumenica"は、宗教改革の時代マルティン・ルターによって最初に使われたといわれる。
宇田進は、この4信条の根本は三位一体、キリストの二性一人格、贖罪であると解説する。教会については、ローマの教皇を中心とするカトリック教会の教会観は使徒信条と異なるとしている。この信条において確認された正統信仰は福音派に共通するといわれる。
渡辺信夫は、これらは「記念碑として尊敬されねばならないが、研究を進めて行く助けではない」としている。